# Oman Football Association
Die Oman Football Association (arabisch الاتحاد العُماني لكرة القدم, DMG al-ittiḥād al-ʿumānī li-kurat al-qadam) ist der Fußballverband in Oman. Sie wurde 1978 gegründet und trat 1979 der AFC und 1980 der FIFA bei. Die Oman Football Association ist also ein relativ junges Mitglied in der Fußballvereinigung.

## Überblick
1996 und 2000 gewann Oman die U-17-Fußball-Asienmeisterschaft und nahm an der U-17-Fußball-Weltmeisterschaft 1995 in Ecuador teil. Sie erreichten bei diesem Turnier den vierten Platz. In diesem Turnier wurde Mohamed Al Kathiri zum MVP des Turniers gewählt und erhielt den goldenen Ball für die meisten Tore im Turnier (5 Tore).
Die A-Nationalmannschaft kann allerdings nicht viele Erfolge vorweisen. Man trat erst sehr spät dem Profibereich bei. Sie erreichten 2004 die Endrunde der Asienmeisterschaft, scheiterten aber in der Vorrunde. 2007 qualifizierten sie sich erneut, schieden allerdings wieder in der Gruppenphase aus. Im Golfpokal erreichte man dreimal das Finale, verlor aber 2004 und 2007 gegen Katar und die Vereinigten Arabischen Emirate. 2009 gewann man im Finale als Gastgeber allerdings gegen Saudi-Arabien.
Oman hat insgesamt 43 Mannschaften, die sich in drei Ligen aufteilen: die erste Liga Oman Professional League hat vierzehn Klubs, die zweite ebenfalls 14 und die dritte besteht aus 15 Teams.

## Erfolge

### Spielererfolge
| Jahr | Spieler            | Auszeichnung                                          |
| ---- | ------------------ | ----------------------------------------------------- |
| 1995 | Mohamed Al Kathiri | 1995 Asiens bester Jungspieler                        |
| 1995 | Mohamed Al Kathiri | Goldener Ball der U-17-Fußball-Weltmeisterschaft 1995 |
| 2002 | Hani Al Dhabit     | Goldener Schuh des 15. Golfpokals                     |
| 2003 | Ali Al-Habsi       | Bester Torwart des 16. Golfpokals                     |
| 2004 | Imad Al-Hosni      | Goldener Schuh des 17. Golfpokals                     |
| 2004 | Ali Al-Habsi       | Bester Torwart des 17. Golfpokals                     |
| 2007 | Ali Al-Habsi       | Bester Torwart des 18. Golfpokals                     |
| 2009 | Ali Al-Habsi       | Bester Torhüter des 19. Golfpokals                    |

### Mannschaftserfolge
| Jahr | Team                    | Auszeichnung  | Wettbewerb                           |
| ---- | ----------------------- | ------------- | ------------------------------------ |
| 1989 | Fanja SC                | Erster Platz  | Mannschaftsgolfpokal                 |
| 1994 | Oman Club               | Zweiter Platz | AFC Champions League 1993/94         |
| 1994 | U-17-Nationalmannschaft | Dritter Platz | U-17-Fußball-Asienmeisterschaft 1994 |
| 1995 | U-17-Nationalmannschaft | Vierter Platz | U-17-Fußball-Weltmeisterschaft 1995  |
| 1996 | U-17-Nationalmannschaft | Erster Platz  | U-17-Fußball-Asienmeisterschaft 1996 |
| 2000 | U-17-Nationalmannschaft | Erster Platz  | U-17-Fußball-Asienmeisterschaft 2000 |
| 2004 | Nationalmannschaft      | Zweiter Platz | 17. Golfpokal                        |
| 2007 | Nationalmannschaft      | Zweiter Platz | 18. Golfpokal                        |
| 2009 | Nationalmannschaft      | Erster Platz  | 19. Golfpokal                        |